# گلن ریج (فلوریدا)
گلن ریج (به انگلیسی: Glen Ridge) شهرکی در شهرستان پام بیچ ایالت فلوریدا است که در سال ۱۹۴۷ بنیان‌گذاری شده‌است. این شهرک طبق سرشماری سال ۲۰۱۰ میلادی، ۲۱۹ نفر جمعیت داشته و مساحت آن نیز ۰٫۷ کیلومتر مربع است.